# Roccia Viva
Roccia Viva – szczyt w Alpach Graickich, części Alp Zachodnich. Leży w północnych Włoszech na granicy regionów Dolina Aosty i Piemont. Należy do Masywu Gran Paradiso. Szczyt można zdobyć ze schronisk Bivacco Alessandro Martinotti (2588m) i Bivacco Stefano Borghi (2686m). Szczyt przykrywa od południowej strony lodowiec Roccia Viva.
Pierwszego wejścia dokonali A.E.Martelli, J.J.Maquignaz i S.Meynet 5 lipca 1874 r.